# 大邱広域市記念物
大邱広域市記念物（テグこういきし きねんぶつ）は、大韓民国の文化遺産保護制度で、市道指定文化財の一つ。上位の文化財に指定されていないものの中で「貝塚・古墳・城址・宮址などの史跡址の中で歴史的・学術的な価値のあるもの、景勝地としての芸術性・観覧上の価値があるもの、及び動物・植物・鉱物・洞窟などの中で学術的な価値のあるもの」を対象として、大邱市が条例により指定する。

## 大邱広域市記念物一覧
| 番号    | 登録名                 | 所在地 | 管理者             |
| ------- | ---------------------- | ------ | ------------------ |
| 第001号 | 申崇謙将軍遺跡         | 東区   | 表忠斎平山申氏門中 |
| 第002号 | 大邱笠巖               | 中区   | 中区               |
| 第003号 | 夫人寺址               | 東区   | 符印寺             |
| 第004号 | 鳳舞土城               | 東区   | 東区               |
| 第005号 | 龍岩山城               | 東区   | 東区               |
| 第006号 | 八芎山城               | 北区   | 北区               |
| 第007号 | 大徳山城               | 南区   | 南区               |
| 第008号 | 内谷のモクゲンジの群落 | 東区   | 個人               |
| 第009号 | 沙月洞支石墓群         | 寿城区 | 甫誠住宅           |
| 第010号 | 国優洞のカラタチ       | 北区   | 個人               |
| 第011号 | 礼淵書院               | 達城郡 | 苞山郭氏門中       |
| 第012号 | 上洞支石墓群           | 寿城区 | 国有               |
| 第013号 | 川内里支石墓群         | 達城郡 | 国有               |
| 第014号 | 冷泉里支石墓群         | 達城郡 | 国有               |
| 第015号 | 鳳舞洞古墳群           | 東区   | 国有               |
| 第016号 | 盧邊洞社稷壇           | 寿城区 |                    |
| 第017号 | 草谷山城               | 達城郡 | 達城郡             |